# Kaplica Matki Boskiej Bastionowej na wyspie Mozambik
Kaplica Matki Boskiej Bastionowej na Wyspie Mozambik (port. Capela de Nossa Senhora do Baluarte) – katolicka kaplica zlokalizowana w obrębie portugalskiego fortu św. Sebastiana (na jego najbardziej na północ wysuniętym bastionie artyleryjskim) na Wyspie Mozambik w Mozambiku.

## Historia
Kaplica wraz z fortem została wzniesiona przez Portugalczyków jako jedna z pierwszych budowli na wyspie. Obiekt ukończono w 1522. Jest uważany za najstarszą zachowaną europejską budowlę na południowej półkuli, a także za jedyny zabytek stylu manuelińskiego w Afryce. Kaplica i fort stanowiły oparcie dla portugalskich osadników przez cały XVI wiek.
Obiekt o bielonych ścianach został odrestaurowany w początku XXI wieku, ponieważ wcześniej podupadł technicznie wraz z całym tzw. Kamiennym Miastem (ośrodkiem władzy kolonialnej). Pozostaje w niezmienionej formie od czasu budowy.
Ze względu na bogactwo zabytków z czasów kolonialnych w 1991 roku wyspę (wraz z kaplicą) wpisano na listę światowego dziedzictwa UNESCO.

## Architektura
Wnętrze jest ubogo wyposażone, bielone. W posadzce umieszczono płyty nagrobne biskupów Wyspy Mozambik. Pod kościołem mieszczą się duże cysterny na wodę dla zaopatrzenia miasta i fortu.

## Galeria

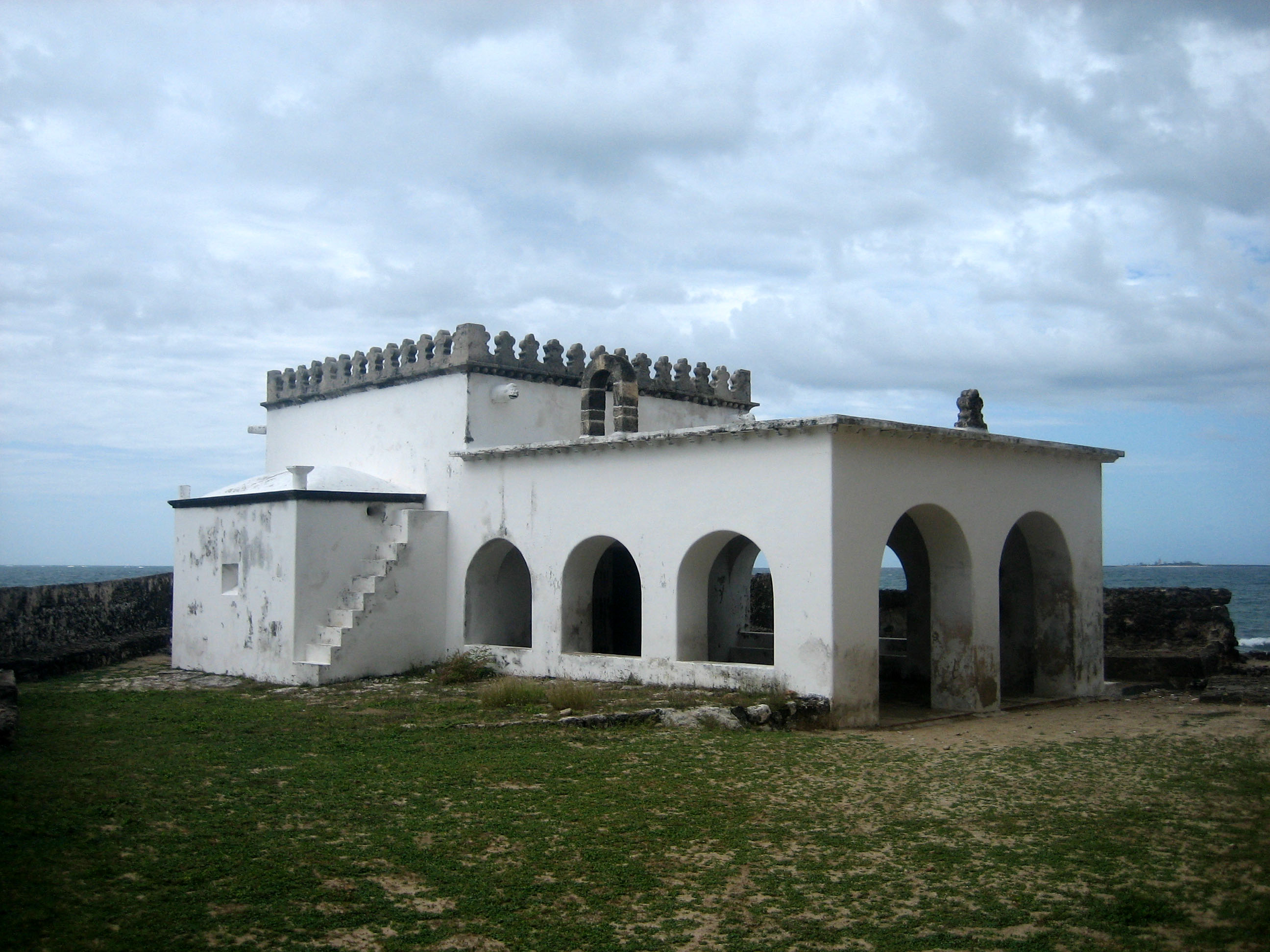
Widok ogólny
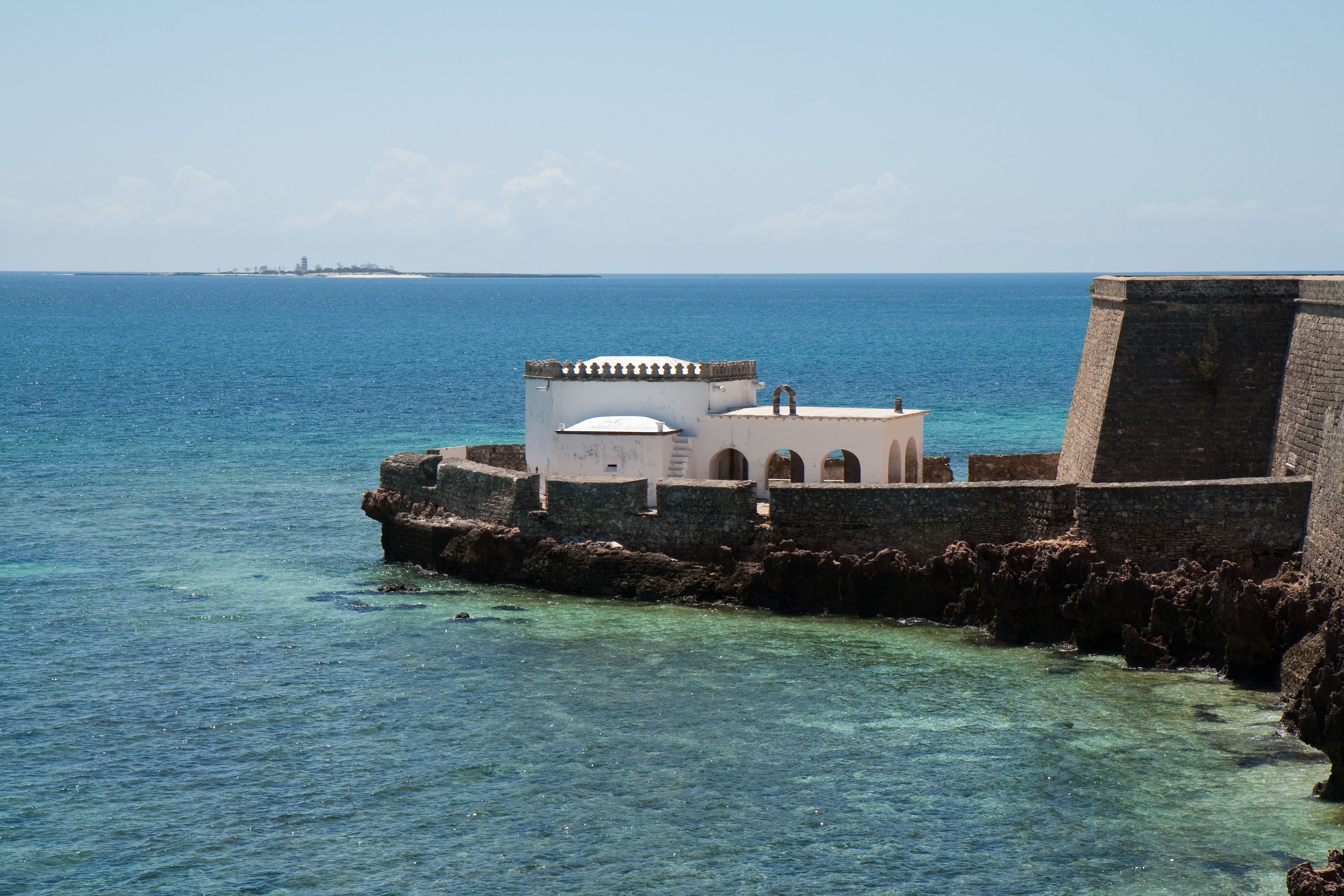
Widok wraz z bastionem
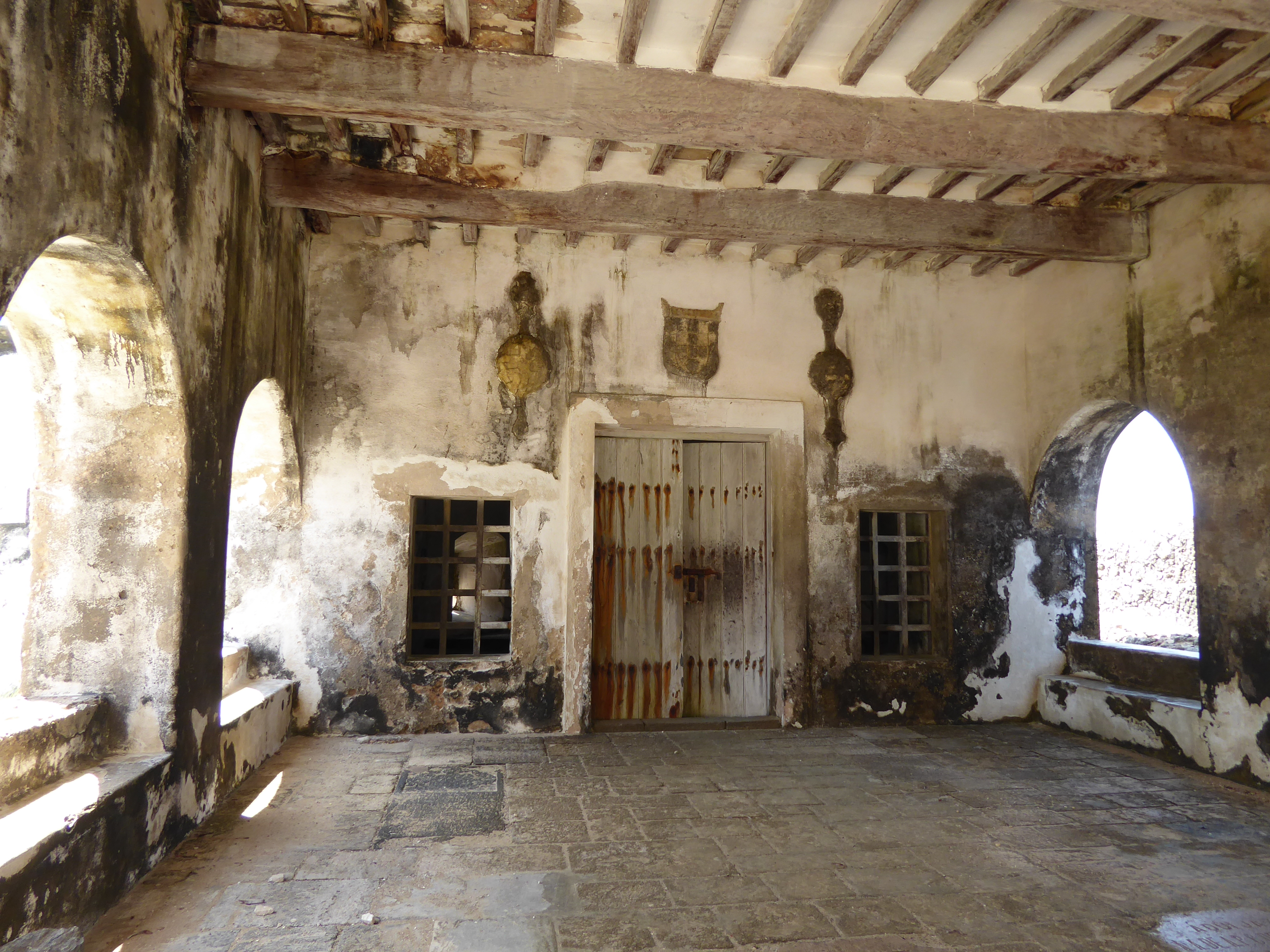
Wejście